# John Giske
John Giske, svensk långdistanslöpare. Han tävlade för IK Stockholm.
John Giske hade det inofficiella svenska rekordet på 5 000 meter från 1896 till 1898 . Han efterträddes på distansen av Ivar Gillberg.